# Sydney Darts Masters
De Sydney Darts Masters was een onderdeel van het World Series of Darts-toernooi van de Professional Darts Corporation (PDC). In 2013 werd dit toernooi voor het eerst gehouden. De eerste editie werd gewonnen door de Engelsman Phil Taylor die Michael van Gerwen uit Nederland versloeg in de finale. In 2016 was de laatste editie.

## Finale
| Jaar | Winnaar (gemiddelde in finale) | Legs   | Runner-up (gemiddelde in finale) | Locatie                   |
| ---- | ------------------------------ | ------ | -------------------------------- | ------------------------- |
| 2013 | Phil Taylor (109,46)           | 10 – 3 | Michael van Gerwen (101,40)      | Luna Park                 |
| 2014 | Phil Taylor (97,08)            | 11 – 3 | Stephen Bunting (93,19)          | Hordern Pavilion          |
| 2015 | Phil Taylor (99,63)            | 11 – 3 | Adrian Lewis (94,25)             | Qantas Credit Union Arena |
| 2016 | Phil Taylor (105,13)           | 11 – 9 | Michael van Gerwen (104,32)      | Hordern Pavilion          |